# 艾兴 (机械工程专家)
艾兴（1924年8月24日—2018年4月7日），江西东乡人，中国切削加工和刀具材料专家、教育家，曾任山东大学机械工程学院教授。1948年毕业于厦门大学，获工学学士学位。1999年当选为中国工程院院士。